# Саурон (Marvel Comics)
Саурон (англ. Sauron) — суперзлодей американских комиксов издательства Marvel Comics. Персонаж был создан сценаристом Роем Томасом и художником Нилом Адамсом и впервые появился в комиксе  The X-Men #59 (Август 1969).
Саурон — альтер эго психиатра доктора Карла Лайкоса (англ. Karl Lykos). После укуса птеродактиля-мутанта Лайкос превратился в энергетического вампира, способного поглощать жизненную силу других существ через прикосновение. Если Лайкос поглощает жизненную силу мутантов, он становится гуманоидным птеранодоном, приобретая повышенную силу и скорость по окончании трансформации. Тем не менее, личность Саурона получает контроль над личностью Лайкоса. Саурон нередко предстаёт обитателем скрытых доисторических джунглей Дикой Земли и врагом Людей Икс.
С момента своего первого появления в комиксах Саурон появился в других медиа продуктах, включая мультсериалы и видеоигры.

## История публикаций
Персонаж был создан сценаристом Роем Томасом и художником Нилом Адамсом, однако авторы расходятся во мнениях относительно того, кто придумал определённые части образа Саурона. Первое полноценное появление Саурона состоялось в комиксе The X-Men #60 (Сентябрь 1969).
Томас и Адамс первоначально представляли себе Саурона как существо, похожее на летучую мышь, однако, после консультации с Управлением по Кодексу комиксов, авторы пришли к выводу, что энергетический вампир с телом летучей мыши может подпадать под запрет Кодекса на использование вампиров. Чтобы обойти этот запрет, Томас и Адамс изменили внешний вид персонажа, сделав его похожим на летучую мышь животным, — птеродактилем, — что, в свою очередь, привело к тому, что Саурон поселился в скрытых доисторических джунглях Дикой Земли.

## Силы и способности
Доктор Карл Лайкос — опытный врач, генетик и психотерапевт, использующий гипноз во время сеансов с пациентами. Он имеет степень доктора медицины и доктора философии в генетике и психологии.
Заразившись генетическим вирусом мутантов-птеранодонов Лайкос мутировал, получив способность поглощать жизненные силы других живых существ. В то время как энергия людей и животных лишь утоляет его голод, энергия мутантов превращает его в Саурона, птеранодона-оборотня. Впоследствии Лайкос обрёл способность временно заимствовать способности мутантов, с которыми вступил в контакт подобно Шельме. При этом, если Саурон не будет долгое время питаться энергией мутантов, то вновь станет человеком. В комиксе Spider-Man and the X-Men Саурон продемонстрировал способность передавать свою силу поглощения жизни другим через укус. Он передал эту способность Стегрону и предложил её Девушке-Акуле. На момент противостояния с Алым Пауком силы Лайкоса позволили ему накапливать энергию мутантов, чтобы превращаться в Саурона без необходимости контакта с мутантами. 
В форме Саурона Лайкос становится похож на большого хохлатого птеранодона. В отличие от настоящих птеранодонов, у Саурон есть полный зубов клюв, оранжевые глаза и по большей части гуманоидное телосложение с ногами сопоставимыми человеческим. Длина крыльев Саурона достигает двенадцать футов, а на руках и ногах расположены острые как бритва когти. В форме Саурона он обладает сверхчеловеческой силой, скоростью, интеллектом, выносливостью и прочностью, а также получает доступ к левитации.
Также Лайкос обладает мощной гипнотической способностью, для осуществления которой требуется прямой зрительный контакт с жертвой. Он часто использует свой гипноз, чтобы внушить другим существам ужасающие иллюзии относительно того, что их союзники стали монстрами. Также Саурон может мысленно поработить людей, чтобы те выполняли его приказы, однако некоторые люди в состоянии сопротивляться его командам.
Став частью программы «Оружие Икс» Саурон обрёл способность проецировать энергию жизненной силы из своих рук ударными очередями.
В какой-то момент до своего появления в New Avengers он обрёл новую способность дышать огнём.

## Вне комиксов

### Телевидение
- Роберт Бокстал озвучил Саурона в мультсериале «Люди Икс» (1992)[9]. Он дебютировал в эпизоде «Дикая Земля, Необычное сердце», состоявшем из двух частей. Эта версия не обладает огненным дыханием или сверхзвуковым голосом, как классическая версия из комиксов, и является обитателем Дикой Земли. Кроме того, Лайкос стал жертвой экспериментов мистера Злыдня и был вынужден питаться энергией, а также превращался в Саурона при контакте с мутантами. Саурон помогал Злыдню в его стремлениях уничтожить Людей Икс, а затем попытался лично завоевать Дикую Землю, но, в конечном итоге, потерпел поражение. Исцелившись благодаря совместным усилиям Людей Икс и Ка-Зара, Саурон стал частью племени последнего.
- Саурон появился в мультсериале «Халк и агенты У.Д.А.Р.» (2013), где его озвучил Стивен Блум[9].

### Видеоигры
- Саурон появляется в качестве камео в игре X-Men (1993) для Sega Genesis.
- Саурон фигурирует на арене Дикая Земля в игре X-Men: Next Dimension (2002).
- Саурон — один из боссов игры X-Men Legends II: Rise of Apocalypse (2005), где его озвучил Джон Кассир[9].
- Саурон является одним из боссов игры Marvel Heroes (2013), где его вновь озвучил Стивен Блум[9].
- Саурон — один из боссов игры Marvel: Avengers Alliance (2012) для Facebook.
- Саурон является игровым персонажем в Marvel: Contest of Champions (2014).
- Саурон является игровым персонажем в коллекционо карточной игре Marvel Snap (2022).

### Товары
Саурон является сборной фигуркой серии Marvel Legends 2018 года от компании Hasbro.

## Критика
Саурон занял 17-е место среди «31 лучшего монстра Marvel» по версии Den of Geek. Comic Book Resources поместил Саурона на 7-е место среди «Тёмных врагов Человека-паука, ранжированных от самых слабых до самых крутых» и на 9-е место среди «10 самых страшных монстров Marvel». Саурон занял 9-е место среди «10 самых могущественных драконов и динозавров в комиксах Marvel» и 2-е место среди «10 персонажей комиксов, которые стали мемами» по версии Screen Rant.